# Éric Woerth

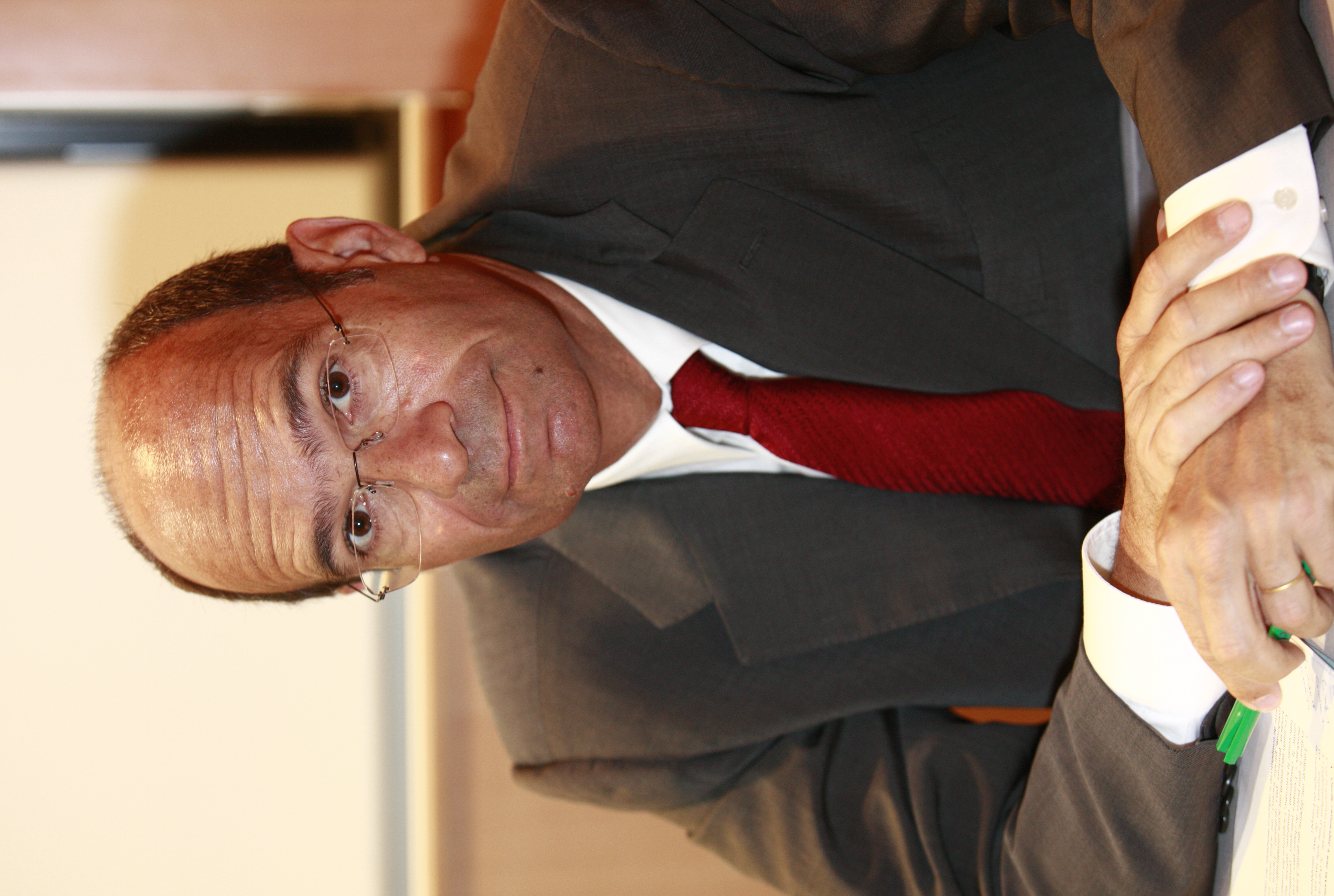
Éric Woerth (2010)

Éric Woerth (* 29. Januar 1956 in Creil im Département Oise) ist ein französischer Politiker (LR). Vom 22. März bis zum 14. November 2010 war er Arbeitsminister in der Regierung von François Fillon. Seit 1995 ist er Bürgermeister von Chantilly.

## Lebnen
Woerth besuchte die HEC Paris und das Sciences Po. 1981 begann Woerth seine Karriere als Rechts- und Steuerberater bei Arthur Andersen International.
Vom 17. März 1986 bis zum 22. März 1992 war er Mitglied des Regionalrats der Picardie, danach bis zum 15. März 1998 Vizepräsident desselben und anschließend bis zum 15. Juli 2002 wieder einfaches Mitglied. Darüber hinaus ist er seit dem 19. Juni 1995 Bürgermeister von Chantilly im Département Oise, einschließlich seiner Wiederwahl am 18. März 2001. Am 16. Juni 2002 wurde er für die zwölfte Legislaturperiode (2002–2007) im vierten Wahlkreis von Oise zum Abgeordneten der Nationalversammlung gewählt. Er ist Mitglied der UMP, deren Schatzmeisterposten er bis zum 30. Juli 2010 innehatte. Vom 30. März 2004 bis zum 31. Mai 2005, unter der dritten Regierung Jean-Pierre Raffarins, nahm er das Amt des Secrétaire d'État à la Réforme de l'État (etwa: „Staatssekretär der Staatsreform“) ein.
Er war Gründer sowie erster Präsident des Club de la boussole („Kompassclub“), eines Zusammenschlusses von 38 reformfreudigen Abgeordneten der UMP, sowie Mitglied der „Reformatoren“, einer um Hervé Novelli organisierten Strömung innerhalb der Partei. Als ehemaliger Finanzvorstand und Verwaltungsdirektor der RPR, die 2002 in der UMP aufging – ein Posten, den er seit 1993 innehatte – und als parlamentarischer Berater Alain Juppés im Hôtel Matignon (der offiziellen Residenz des französischen Premierministers) ab 1995 galt er als Juppé nahestehend.
Nachdem das Regierungslager im März 2010 bei den französischen Regionalwahlen deutliche Verluste gegen die linken Wahlbündnisse aus Sozialisten und Grünen hinnehmen musste, bildete Sarkozy seine Regierung um. Woerth, seit 2007 Haushaltsminister, erhielt als Schlüsselressort das Arbeitsministerium vom scheidenden Xavier Darcos. Er verteidigte als Arbeitsminister die umstrittene Rentenreform im Parlament. Wegen seiner Verstrickung in der Bettencourt-Affäre stellte er für Sarkozy ein politisches Risiko dar und schied bei der Regierungsumbildung am 14. November 2010 als Regierungsmitglied aus.
Im Sommer 2010 geriet Woerth in die Schlagzeilen, als ihm zusammen mit Präsident Sarkozy der Vorwurf der illegalen Parteispenden, Woerth war der Schatzmeister der Präsidentenpartei UMP, im Zusammenhang mit der Bettencourt-Affäre um die reichste Frau Frankreichs, der Erbin des Kosmetikkonzerns L’Oréal Liliane Bettencourt, gemacht wurde. Von diesem Vorwurf wurde er im Mai 2015 von einem Gericht in Bordeaux freigesprochen.
Seit 2019 ist Éric Woerth Mitglied der Deutsch-Französischen Parlamentarischen Versammlung.
Siehe auch: Liste der Mitglieder der Nationalversammlung der 15. Wahlperiode (Frankreich), Liste der Mitglieder der Nationalversammlung der 14. Wahlperiode (Frankreich), Liste der Mitglieder der Nationalversammlung der 13. Wahlperiode (Frankreich) und Liste der Mitglieder der Nationalversammlung der 12. Wahlperiode (Frankreich)